# 西維納科查湖

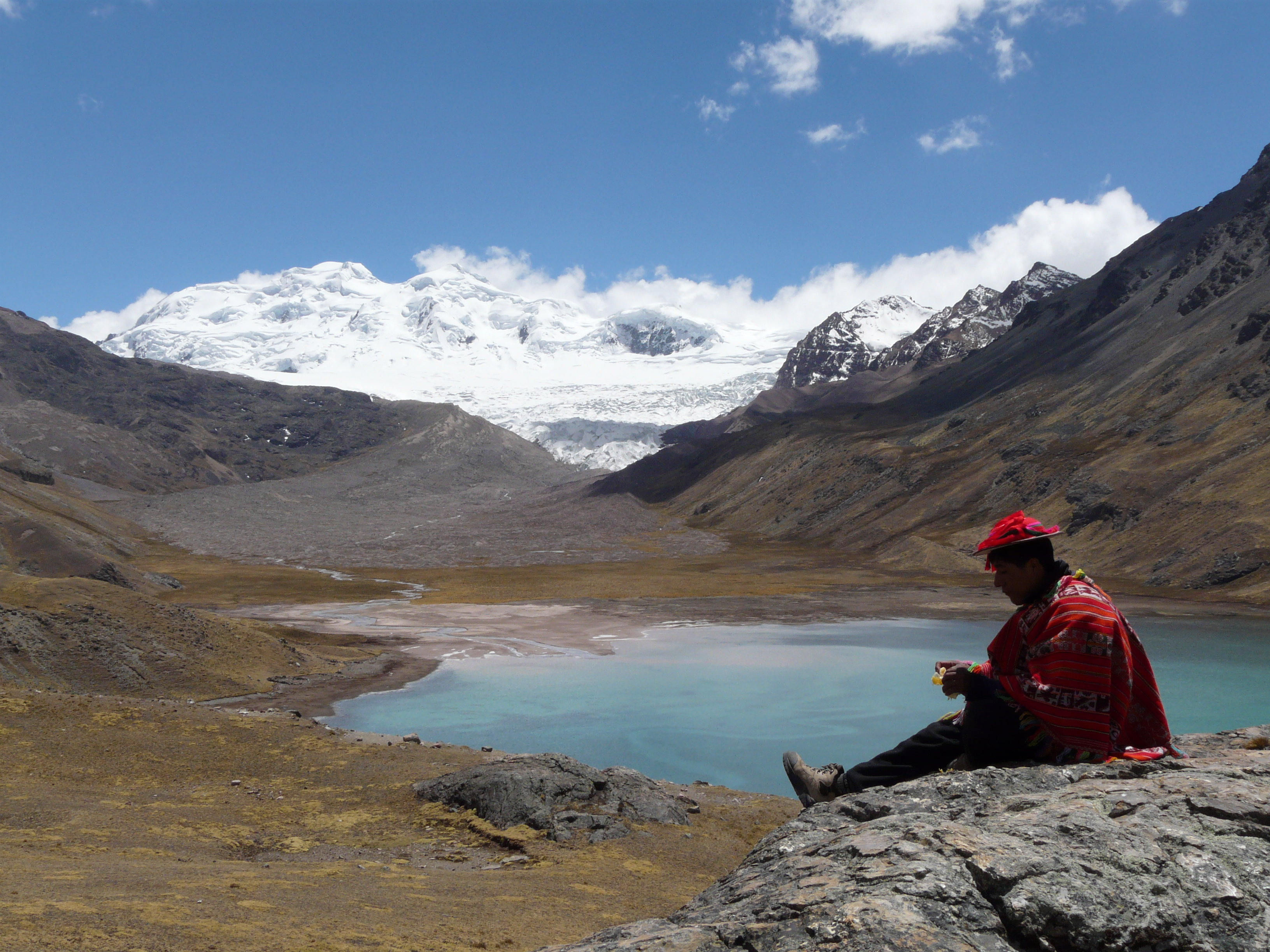

13°51′24″S 71°01′30″W / 13.85667°S 71.02500°W
西維納科查湖（西班牙語：Laguna Sibinacocha），是秘魯的湖泊，位於該國東南部庫斯科大區，處於瓊皮山以南和昆圖爾伊基尼亞山西南面的維爾卡潘帕山脈地區，長15.19公里、寬2.86公里，海拔高度4,873米。